# Walter Elizondo
Walter Elizondo Gómez (Carmen, Cartago, 4 de noviembre de 1942 - 20 de noviembre de 2018) fue un futbolista y entrenador costarricense. Es hermano del también futbolista Guillermo Elizondo.

## Trayectoria
Inició en las ligas menores del Deportivo Saprissa, equipo con el que haría su debut en la Primera División de Costa Rica el 12 de abril de 1959 ante la Asociación Deportiva Carmelita. Sería cedido a préstamo al Orión FC en 1962, equipo con el que consigue el Torneo Relámpago en 1962. Regresaría al Deportivo Saprissa en 1964, y en su segundo paso con los morados lograría los campeonatos de 1964, 1965, 1967, 1968 y 1969. En 1970 pasaría a formar parte de la Liga Deportiva Alajuelense, obteniendo el título de campeón en las temporadas 1970 y 1971. Posteriormente, militaría con el Club Sport Cartaginés entre 1975 y 1977. En 1978 se vincularía al Club Sport Herediano, mismo año en el que consigue el título de campeón de 1978. Al año siguiente volvería al conjunto del Club Sport Cartaginés, equipo con el que se mantendría hasta su retiro en 1979. Logró anotar 47 goles en 369 juegos oficiales en su carrera deportiva a nivel de clubes.
A nivel de selecciones nacionales debutó el 1 de setiembre de 1963 ante la Selección de fútbol de Colombia. Disputó las eliminatorias de la Copa Mundial de Fútbol de 1966, 1970 y 1978, las eliminatorias para los Juegos Olímpicos de México 1968, así como los NORCECAS de 1965, 1969 y 1971, obteniendo el título en 1969. Participó e 43 juegos clase A, logrando cinco goles entre 1963 y 1975.
Como director técnico dirigió al Club Sport Cartaginés en 1977 y 1979, así como al Deportivo Saprissa de 1981 a 1982.
A nivel directivo ha sido Vicepresidente del Club Sport Cartaginés en los años 1987 y 1988. Además, ha colaborado como miembro de la Comisión Nacional de Selecciones de Fútbol.
Su máxima distinción individual ha sido la incorporación a la Galería Costarricense del Deporte en el 1990.

## Clubes

### Como jugador
| Club                     | País        | Año       |
| ------------------------ | ----------- | --------- |
| Deportivo Saprissa       | Costa Rica  | 1959-1962 |
| Orión FC                 | Costa Rica  | 1962-1963 |
| Deportivo Saprissa       | Costa Rica  | 1964-1969 |
| L.D Alajuelense          | Costa Rica  | 1970-1974 |
| Negocios Internacionales | El Salvador | 1974-1975 |
| C.S Cartaginés           | Costa Rica  | 1975-1977 |
| C.S Herediano            | Costa Rica  | 1978      |
| C.S Cartaginés           | Costa Rica  | 1979      |

### Como técnico
| Club               | País       | Año       |
| ------------------ | ---------- | --------- |
| C.S Cartaginés     | Costa Rica | 1977      |
| C.S Cartaginés     | Costa Rica | 1979      |
| Deportivo Saprissa | Costa Rica | 1981-1982 |

## Palmarés

### Como jugador
| Título                         | Equipo             | País       | Año  |
| ------------------------------ | ------------------ | ---------- | ---- |
| Torneo de Copa                 | Deportivo Saprissa | Costa Rica | 1960 |
| Primera División de Costa Rica | Deportivo Saprissa | Costa Rica | 1964 |
| Primera División de Costa Rica | Deportivo Saprissa | Costa Rica | 1965 |
| Primera División de Costa Rica | Deportivo Saprissa | Costa Rica | 1967 |
| Primera División de Costa Rica | Deportivo Saprissa | Costa Rica | 1968 |
| Primera División de Costa Rica | Deportivo Saprissa | Costa Rica | 1969 |
| Primera División de Costa Rica | L.D Alajuelense    | Costa Rica | 1970 |
| Primera División de Costa Rica | L.D Alajuelense    | Costa Rica | 1971 |
| Primera División de Costa Rica | C.S Herediano      | Costa Rica | 1978 |

### Como entrenador
| Título               | Equipo                | País       | Año  |
| -------------------- | --------------------- | ---------- | ---- |
| Campeón de Campeones | Club Sport Cartaginés | Costa Rica | 1979 |